# جاستین منتل
جاستین مایکل منتل (انگلیسی: Justin Mentell; ۱۶ دسامبر ۱۹۸۲ – ۱ فوریهٔ ۲۰۱۰) هنرپیشه آمریکایی بود.
از فیلم‌ها یا برنامه‌های تلویزیونی که وی در آن نقش داشته‌است می‌توان به جی-فورس، پالو آلتو اشاره کرد.